# تایتانیک (فیلم ۱۹۵۳)
تایتانیک (انگلیسی: Titanic) فیلمی در ژانر درام و رمانتیک به کارگردانی ژان نگولسکو است که در سال ۱۹۵۳ منتشر شد.

## بازیگران
- کلیفتون وب
- باربارا استانویک
- رابرت واگنر
- تلما ریتر
- برایان اهرن
- همیلتون کمپ
- می مارش
- مایکل رنی